# Топоште
Топоште (ісп. Topoxte) — руїни міста цивілізації мая в департаменті Петен (Гватемала). Назва перекладається мовою мая-іца як «Насіння дерева Рамон» (інша назва маянський горіх, рослина з родини шовковицеві). Є частиною національного парку «Яшха-Накум-Наранхо».

## Історія
Засновано в середині докласичного періоду. Близько I століття до н. е. — I ст. н. е. зведено перші монументальні будови. Тут існувало своє вождівство, проте держава не сформувалася остаточно. Під час класичного періоду місто входило до складу держави Чак…наль зі столицею у місті Яша' (сучасна Яшха). Тривалий час була важливим торговельним і виробничим центром.
У середині VII ст. тут розташовуються гробниці представників правлячого дому Яша'. У день 9.13.19.16.6, 11 Кімі 19 Мак (1 листопада 711 року) Чан-Сак-Вахйіс, ахав Маасаля, виконуючи доручення мутульського володаря Хасав-Чан-К'авііля І, викопав рештки якоїсь «священної пані» Іш-Яшбель-Вахйіс, що їх не спаплюжили війська Саальського царства.
Під час відродження держави Чак…наль сюди близько середини VIII ст. перебралася знать зі столиці — Яша', про що свідчать 49 поховань 750 року. З цього моменту стає своєрідною резиденцію й містом відпочинку правителів Яши, їхніх родичів, представників знаті. Часто було місцем перемовин із сусідніми державами. Тут влаштовувалися династичні шлюби, передавалася данина або подарунки. Існують відомості про укладання шлюбу представниці місцевої династією з принцом з династії Мутульського царства. Під час загальної кризи мая класичного періоду місто було залишено близько 900 року.
Близько 1350 його знову зайняли мая. Стало головним місцем племені мая-ковох. Було найбільшим з міст післякласичних мая у Петені. Мав торговельні зв'язки з юкатанською державою Маяпан. Служив важливим торговельним центром між рівнинними та гірськими містами. Остаточно місто було залишено у середині XV ст., коли вожді ковох перебралися до міста Сакпетен.

## Опис

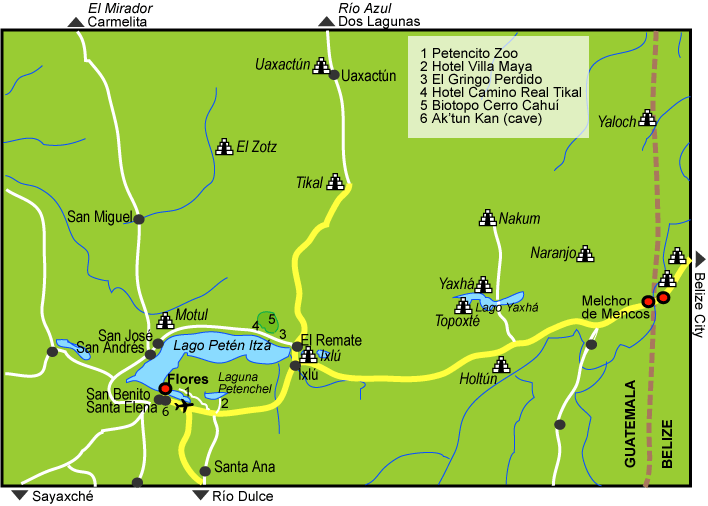
Топоште в Петені

Розташовано в лагуні Яшха на вапняковому півострові (колишньому острові) Топоште (168 м над рівнем моря) на протилежному боці (західна частина лагуни) від руїн міста Яшха у муніципалітеті Мельхор де Менкос Східного Петену. Розташовано на відстані 28 км від археологічної пам'ятки Сакпетен (важливого міста часів мая-ковох) і 52 км від сучасного міста Флорес.
До міста в часи розквіту також входила територія островів Паште (3 га) і Канте (6,5 га), які відділялися річкою Іштінто. Поруч проходив канал, що з'єднував з озером Сакнаб для зменшення рівня води навколо міста. Загальна площа близько 1 км2. Виявлено 10 різних етапів будівництва в Топоште.
Складається з 3 відмінних груп (з 6 храмами) на островах Топоште (100 будов), Канте (142 будови) і Паште (68 будов), 2 високих платформ заввишки 5 м. За своїм архітектурним стилем схожі на будови міста Тулум, помітний вплив мая-тольтекського стилю.
Основу міста складала центральна площа, що розташовано на великій платформі 9 м завдовжки площею 1410 м2. Навколо неї були зведені 3 храми (Будови C, D і E) післякласичного типу (з вертикальними стінами, колонами та пласкими стелами). Своїми фасадами вони повернуті у бік площі. Навколо кожного з храмів розташовані будівлі. Будова С є однією зі давніших будов Топоште, відома з докласичного періоду. Являє собою ступінчасту піраміду з 3 платформами завдовжки 2,5, 2,2, 2,45 м.
На південь від головної площі стоїть Будова В, на північ — Будова G. Навпроти будови С містить платформа (Будова J). В нижній частині міста розташовувався житловий район, на місці якого розкопано 100 будівель.
Інтерес представляє поховання 49, де знайдено гімни жерців мая (ієрогліфічні написи) та зображення сцени в Шибальбі (країні мертвих). Остання являє витончену роботу з мозаїки з морських мушель, перлів і каміння. Інше поховання містить 17 черепів, принесених у жертву дітей.
Кераміка, знайдена в Топоште, за своїм стилем схожа на вироби з Тікаля й Уашактуна.

## Історія досліджень
Відкрито було у 1831 році Хуаном Галіндо, який у доповіді Товариству антикварів Лондона назвав місто Іслапаг. У 1904 році австрійський дослідник Теоберт Малер дав місту теперішню назву. Він дослідив ритуальний центр Топоште. У 1914 році розкопки вів Сильваніус Морлі.
У 1933 році Сайрус Ланделл і Л. Стюарт зробили нову мапу центральної частини міста. Вільям Р. Буллард проводив розкопки на Топоште з 1958 по 1960 року, визначивши післякласичні ознаки будов. У 1973—1974 роках роботи велися подружжям Доном і Пруденс Райс. У 1970-х і 1980-х роках руїни пошкоджені грабіжниками.
У рамках Національного проекту Тікаль проведені відновлювальні роботи у 1989 році. У 1991—1993 роках здійснені нові археологічні розкопки.

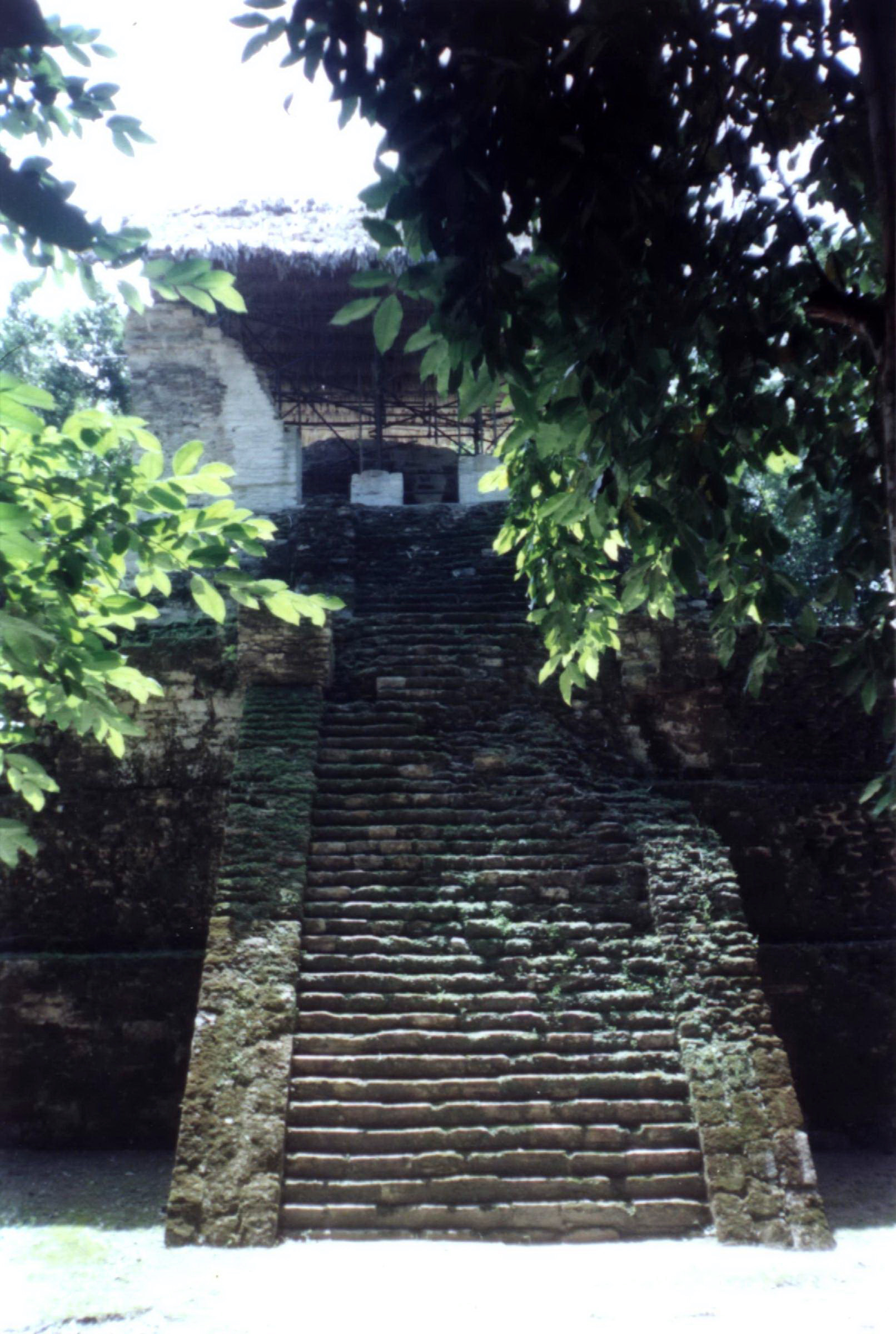
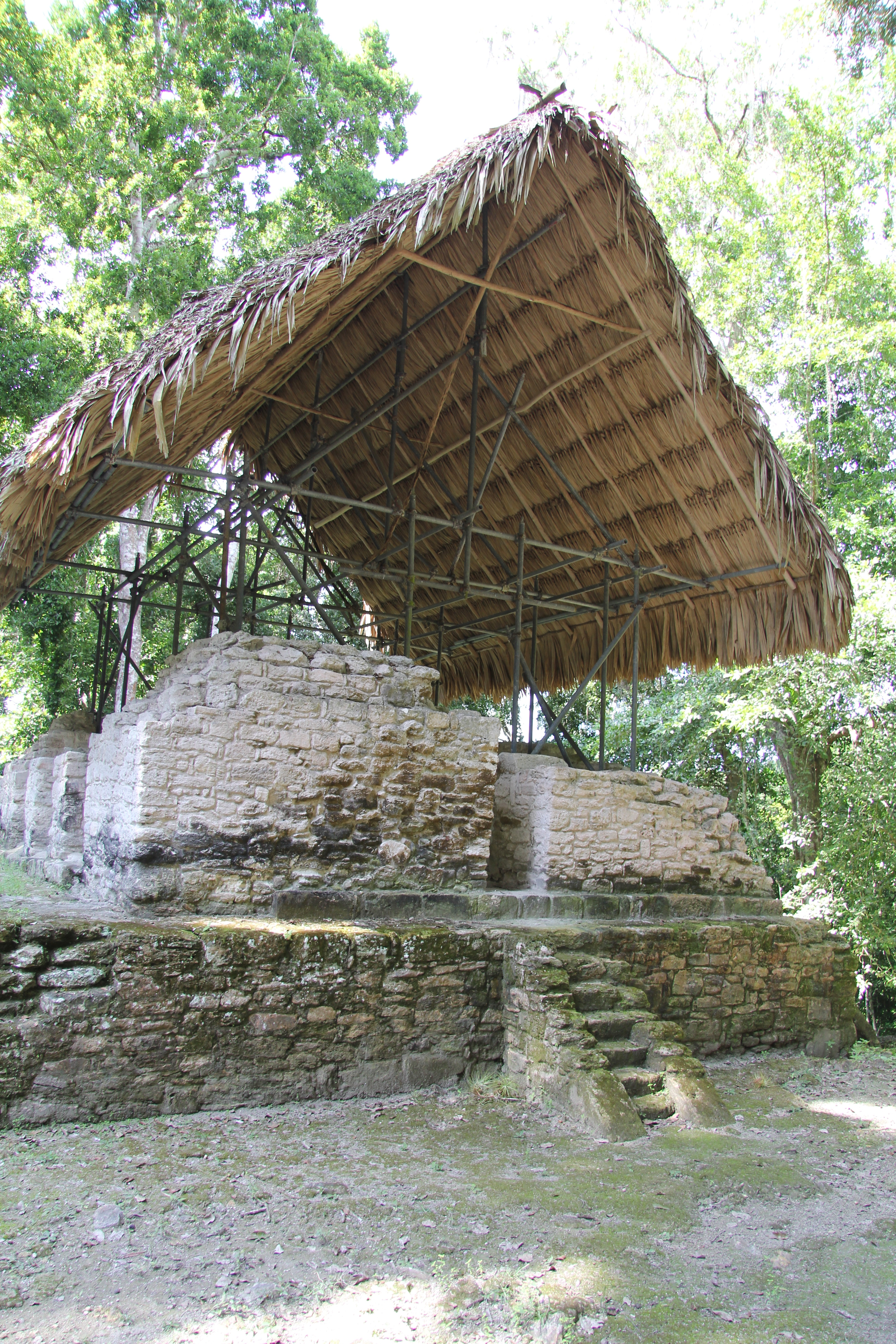